# Jakob Josef Petuchowski
Jakob Josef Petuchowski (* 30. Juli 1925 in Berlin; † 12. November 1991 in Cincinnati), häufig nur Jakob J. Petuchowski, war ein US-amerikanischer liberaler Rabbiner und  Forschungsprofessor für jüdische Religion und Liturgie am Jewish Institute of Religion des Hebrew Union Colleges, Cincinnati.

## Leben

### Herkunft
Jakob Petuchowski wurde als orthodoxer Jude in Berlin erzogen. Er verließ Deutschland im Mai 1939 mit einem Kindertransport nach Schottland. Seine Mutter Recha Lucie Petuchowski, geborene Loewenthal (1898–1942) wurde in der Schoa im Ghetto Riga ermordet. Sein Vater, Samuel Meir Sigmund Petuchowski, war bereits 1928 gestorben.

### Ausbildung
Als Petuchowski nach Schottland kam, war er 14 Jahre alt und hatte nur ein Jahr Englischunterricht an seiner Berliner Schule gehabt. Nach dem Ende seiner Schulzeit wurde er Rabbinatsstudent am Glasgow Rabbinical College. Während seines Studiums der Psychologie, das er 1947 an der University of London mit dem Bachelor of Arts abschloss, setzte er seine Jüdischen Studien privat fort und erhielt unter anderem von den berühmten Rabbinern Leo Baeck und Arthur Löwenstamm Unterricht.
Petuchowski wanderte 1948 in die USA aus und studierte am liberalen Hebrew Union College. Er erhielt 1952 einen Masterabschluss und wurde zum Rabbiner ordiniert. 1956 wurde er zum PhD promoviert.

### Berufstätigkeit
Er wirkte zwischen 1949 und 1955 in Teilzeit als Rabbiner einer Gemeinde in Welch, West Virginia, und war von 1955 bis 1956 in Vollzeitrabbiner in Washington, Pennsylvania. 1956 kehrte er nach Cincinnati zurück, um am Hebrew Union College zu unterrichten. Im akademischen Jahr 1963/64 war er als Rabbiner und Gründungsdirektor für Judaistik an der neu eingerichteten Zweigstelle des Colleges in Jerusalem tätig. Diese ist die einzige liberale Rabbinerausbildungsstätte in Israel. Als Gastdozent lehrte er 1976/1977 im Theologischen Studienjahr Jerusalem.

### Christlich-jüdischer Religionsdialog
Sein Mitwirken am christlich-jüdischen Religionsdialog führte Petuchowski von 1973 an mehrmals nach Deutschland. Einige seiner Werke, etwa seine „rabbinischen Geschichten“ Es lehrten unsre Meister (1979) und das Lexikon der jüdisch-christlichen Begegnung (1989), erschienen in deutscher Sprache. Die rabbinischen Geschichten las Petuchowski für eine deutschsprachige Schallplattenaufnahme persönlich.

## Familie
Jakob Petuchowski heiratete am 28. November 1946 die aus Bochum gebürtige Germanistin und spätere Hochschullehrerin Elizabeth Mayer (geboren am 10. November 1924 als Elisabeth Mayer), der zusammen mit ihrer Mutter im Juli 1939 die Flucht aus Deutschland gelungen war. Gemeinsam hatten sie drei Söhne, Samuel, Aaron und Jonathan.

## Ehrung
- 1996 Buber-Rosenzweig-Medaille (postum)

## Schriften (Auswahl)

### In englischer Sprache
- Ever Since Sinai (1961)
- Zion Reconsidered (1966)
- Prayerbook Reform in Europe (1968)
- Understanding Jewish Prayer (1972)
- Theology and Poetry (1978)
- When Jews and Christians Meet (1986)

### In deutscher Sprache
- Es lehrten unsre Meister (1979)
- Lexikon der jüdisch-christlichen Begegnung (1989)
- Melchisedech: Urgestalt der Ökumene (1994 postum)
- Mein Judesein. Wege und Erfahrungen eines deutschen Rabbiners (1999 postum)